# Robert Huguenard
Robert Huguenard, né le 27 décembre 1943 à Villefranche-de-Rouergue, est un homme politique français.

## Détail des fonctions et des mandats
Mandat parlementaire
- 28 mars 1993 - 21 avril 1997 : Député de la 2e circonscription de la Haute-Garonne

Mandats locaux :
- Conseiller municipal de Balma: 1977-1983 et 1995-1997.
- Adjoint au maire de Toulouse: 1983-1993.
- Conseiller municipal de Toulouse: 1993-1995.
- Conseiller régional de Midi-Pyrénées: 1986-1992.
- Conseiller général du canton de Toulouse 7: 1992-1998.